# Grupp B i kvalspelet till världsmästerskapet i fotboll 2014 (AFC)
| Lag        | S | V | O | F | GM | IM | MS  | P  |
| ---------- | - | - | - | - | -- | -- | --- | -- |
| Japan      | 8 | 5 | 2 | 1 | 16 | 5  | +11 | 17 |
| Australien | 8 | 3 | 4 | 1 | 12 | 7  | +5  | 13 |
| Jordanien  | 8 | 3 | 1 | 4 | 7  | 16 | −9  | 10 |
| Oman       | 8 | 2 | 3 | 3 | 7  | 10 | −3  | 9  |
| Irak       | 8 | 1 | 2 | 5 | 4  | 8  | −4  | 5  |

| Hemma \ Borta | Australien | Irak | Japan | Jordanien | Oman |
| Australien    | —          | 1-0  | 1–1   | 4–0       | 2–2  |
| Irak          | 1–2        | —    | 0–1   | 1–0       | 1–1  |
| Japan         | 1–1        | 1–0  | —     | 6–0       | 3–0  |
| Jordanien     | 2–1        | 1–1  | 2–1   | —         | 1-0  |
| Oman          | 0–0        | 1–0  | 1–2   | 2–1       | —    |

## Matcher
|             | 3 juni 2012 | Jordanien   | 1 – 1           | Irak      | International Stadium                                        |                                                              |
| 19:00 UTC+3 | 19:00 UTC+3 | Ibrahim 43′ | (1 – 1) Rapport | Akram 14′ | Amman Publik: 13 000 Domare: Valentin Kovalenko (Uzbekistan) | Amman Publik: 13 000 Domare: Valentin Kovalenko (Uzbekistan) |
| 19:00 UTC+3 | 19:00 UTC+3 |             |                 |           | Amman Publik: 13 000 Domare: Valentin Kovalenko (Uzbekistan) | Amman Publik: 13 000 Domare: Valentin Kovalenko (Uzbekistan) |
| 19:00 UTC+3 | 19:00 UTC+3 |             |                 |           | Amman Publik: 13 000 Domare: Valentin Kovalenko (Uzbekistan) | Amman Publik: 13 000 Domare: Valentin Kovalenko (Uzbekistan) |

|             | 3 juni 2012 | Japan                           | 3 – 0           | Oman | Saitama Stadium 2002                                        |                                                             |
| 19:31 UTC+9 | 19:31 UTC+9 | Honda 11′ Maeda 51′ Okazaki 54′ | (1 – 0) Rapport |      | Saitama Publik: 63 551 Domare: Ravsjan Irmatov (Uzbekistan) | Saitama Publik: 63 551 Domare: Ravsjan Irmatov (Uzbekistan) |
| 19:31 UTC+9 | 19:31 UTC+9 |                                 |                 |      | Saitama Publik: 63 551 Domare: Ravsjan Irmatov (Uzbekistan) | Saitama Publik: 63 551 Domare: Ravsjan Irmatov (Uzbekistan) |
| 19:31 UTC+9 | 19:31 UTC+9 |                                 |                 |      | Saitama Publik: 63 551 Domare: Ravsjan Irmatov (Uzbekistan) | Saitama Publik: 63 551 Domare: Ravsjan Irmatov (Uzbekistan) |

|             | 8 juni 2012 | Oman | 0 – 0   | Australien | Boshar - Sultan Qaboos Sports                        |                                                      |
| 17:00 UTC+4 | 17:00 UTC+4 |      | Rapport |            | Muscat Publik: 11 000 Domare: Alireza Faghani (Iran) | Muscat Publik: 11 000 Domare: Alireza Faghani (Iran) |
| 17:00 UTC+4 | 17:00 UTC+4 |      |         |            | Muscat Publik: 11 000 Domare: Alireza Faghani (Iran) | Muscat Publik: 11 000 Domare: Alireza Faghani (Iran) |
| 17:00 UTC+4 | 17:00 UTC+4 |      |         |            | Muscat Publik: 11 000 Domare: Alireza Faghani (Iran) | Muscat Publik: 11 000 Domare: Alireza Faghani (Iran) |

|             | 8 juni 2012 | Japan                                                        | 6 – 0           | Jordanien | Saitama Stadium 2002                                   |                                                        |
| 19:32 UTC+9 | 19:32 UTC+9 | Maeda 18′ Honda 22′, 31′, 53′ (str.) Kagawa 35′ Kurihara 89′ | (4 – 0) Rapport |           | Saitama Publik: 60 874 Domare: Kim Dong Jin (Sydkorea) | Saitama Publik: 60 874 Domare: Kim Dong Jin (Sydkorea) |
| 19:32 UTC+9 | 19:32 UTC+9 |                                                              |                 |           | Saitama Publik: 60 874 Domare: Kim Dong Jin (Sydkorea) | Saitama Publik: 60 874 Domare: Kim Dong Jin (Sydkorea) |
| 19:32 UTC+9 | 19:32 UTC+9 |                                                              |                 |           | Saitama Publik: 60 874 Domare: Kim Dong Jin (Sydkorea) | Saitama Publik: 60 874 Domare: Kim Dong Jin (Sydkorea) |

|             | 12 juni 2012 | Irak               | 1 – 1           | Oman          | Grand Hamad Stadium                                  |                                                      |
| 17:45 UTC+3 | 17:45 UTC+3  | Mahmoud 37′ (str.) | (1 – 1) Rapport | Al Balushi 8′ | Doha Publik: 1 650 Domare: Abdulrahman Abdou (Qatar) | Doha Publik: 1 650 Domare: Abdulrahman Abdou (Qatar) |
| 17:45 UTC+3 | 17:45 UTC+3  |                    |                 |               | Doha Publik: 1 650 Domare: Abdulrahman Abdou (Qatar) | Doha Publik: 1 650 Domare: Abdulrahman Abdou (Qatar) |
| 17:45 UTC+3 | 17:45 UTC+3  |                    |                 |               | Doha Publik: 1 650 Domare: Abdulrahman Abdou (Qatar) | Doha Publik: 1 650 Domare: Abdulrahman Abdou (Qatar) |

|              | 12 juni 2012 | Australien           | 1 – 1           | Japan        | Suncorp                                                         |                                                                 |
| 20:00 UTC+10 | 20:00 UTC+10 | Wilkshire 70′ (str.) | (0 – 0) Rapport | Kurihara 65′ | Brisbane Publik: 40 189 Domare: Khalil Al Ghamdi (Saudiarabien) | Brisbane Publik: 40 189 Domare: Khalil Al Ghamdi (Saudiarabien) |
| 20:00 UTC+10 | 20:00 UTC+10 |                      |                 |              | Brisbane Publik: 40 189 Domare: Khalil Al Ghamdi (Saudiarabien) | Brisbane Publik: 40 189 Domare: Khalil Al Ghamdi (Saudiarabien) |
| 20:00 UTC+10 | 20:00 UTC+10 |                      |                 |              | Brisbane Publik: 40 189 Domare: Khalil Al Ghamdi (Saudiarabien) | Brisbane Publik: 40 189 Domare: Khalil Al Ghamdi (Saudiarabien) |

|             | 11 september 2012 | Jordanien                     | 2 – 1           | Australien   | Al-Qwaismeh (King Abdullah Int)                       |                                                       |
| 19:00 UTC+3 | 19:00 UTC+3       | Mahmoud 50′ (str.) Khalil 73′ | (0 – 0) Rapport | Thompson 86′ | Amman Publik: 16 000 Domare: Abdullah Balideh (Qatar) | Amman Publik: 16 000 Domare: Abdullah Balideh (Qatar) |
| 19:00 UTC+3 | 19:00 UTC+3       |                               |                 |              | Amman Publik: 16 000 Domare: Abdullah Balideh (Qatar) | Amman Publik: 16 000 Domare: Abdullah Balideh (Qatar) |
| 19:00 UTC+3 | 19:00 UTC+3       |                               |                 |              | Amman Publik: 16 000 Domare: Abdullah Balideh (Qatar) | Amman Publik: 16 000 Domare: Abdullah Balideh (Qatar) |

|             | 11 september 2012 | Japan     | 1 – 0           | Irak | Saitama Stadium 2002                                    |                                                         |
| 19:34 UTC+9 | 19:34 UTC+9       | Maeda 25′ | (1 – 0) Rapport |      | Saitama Publik: 60 593 Domare: Abdul Bashir (Singapore) | Saitama Publik: 60 593 Domare: Abdul Bashir (Singapore) |
| 19:34 UTC+9 | 19:34 UTC+9       |           |                 |      | Saitama Publik: 60 593 Domare: Abdul Bashir (Singapore) | Saitama Publik: 60 593 Domare: Abdul Bashir (Singapore) |
| 19:34 UTC+9 | 19:34 UTC+9       |           |                 |      | Saitama Publik: 60 593 Domare: Abdul Bashir (Singapore) | Saitama Publik: 60 593 Domare: Abdul Bashir (Singapore) |

|             | 16 oktober 2012 | Oman                        | 2 – 1           | Jordanien | Boshar - Sultan Qaboos Sports                           |                                                         |
| 17:00 UTC+4 | 17:00 UTC+4     | Mubarak 62′ Al Maashari 87′ | (0 – 0) Rapport | Bawab 90′ | Muscat Publik: 26 000 Domare: Nawaf Shukralla (Bahrain) | Muscat Publik: 26 000 Domare: Nawaf Shukralla (Bahrain) |
| 17:00 UTC+4 | 17:00 UTC+4     |                             |                 |           | Muscat Publik: 26 000 Domare: Nawaf Shukralla (Bahrain) | Muscat Publik: 26 000 Domare: Nawaf Shukralla (Bahrain) |
| 17:00 UTC+4 | 17:00 UTC+4     |                             |                 |           | Muscat Publik: 26 000 Domare: Nawaf Shukralla (Bahrain) | Muscat Publik: 26 000 Domare: Nawaf Shukralla (Bahrain) |

|             | 16 oktober 2012 | Irak            | 1 – 2           | Australien              | Grand Hamad Stadium                              |                                                  |
| 17:15 UTC+3 | 17:15 UTC+3     | Abdul Zahra 72′ | (0 – 0) Rapport | Cahill 80′ Thompson 84′ | Doha Publik: 2 183 Domare: Lee Min Hu (Sydkorea) | Doha Publik: 2 183 Domare: Lee Min Hu (Sydkorea) |
| 17:15 UTC+3 | 17:15 UTC+3     |                 |                 |                         | Doha Publik: 2 183 Domare: Lee Min Hu (Sydkorea) | Doha Publik: 2 183 Domare: Lee Min Hu (Sydkorea) |
| 17:15 UTC+3 | 17:15 UTC+3     |                 |                 |                         | Doha Publik: 2 183 Domare: Lee Min Hu (Sydkorea) | Doha Publik: 2 183 Domare: Lee Min Hu (Sydkorea) |

|             | 14 november 2012 | Oman        | 1 – 2           | Japan                    | Boshar - Sultan Qaboos Sports                          |                                                        |
| 15:30 UTC+4 | 15:30 UTC+4      | Mubarak 77′ | (0 – 1) Rapport | Kiyotake 20′ Okazaki 90′ | Muscat Publik: 28 360 Domare: Abdullah Balideh (Qatar) | Muscat Publik: 28 360 Domare: Abdullah Balideh (Qatar) |
| 15:30 UTC+4 | 15:30 UTC+4      |             |                 |                          | Muscat Publik: 28 360 Domare: Abdullah Balideh (Qatar) | Muscat Publik: 28 360 Domare: Abdullah Balideh (Qatar) |
| 15:30 UTC+4 | 15:30 UTC+4      |             |                 |                          | Muscat Publik: 28 360 Domare: Abdullah Balideh (Qatar) | Muscat Publik: 28 360 Domare: Abdullah Balideh (Qatar) |

|             | 14 november 2012 | Irak      | 1 – 0           | Jordanien | Grand Hamad Stadium                       |                                           |
| 16:00 UTC+3 | 16:00 UTC+3      | Ahmad 86′ | (0 – 0) Rapport |           | Doha Publik: 1 755 Domare: Tan Hai (Kina) | Doha Publik: 1 755 Domare: Tan Hai (Kina) |
| 16:00 UTC+3 | 16:00 UTC+3      |           |                 |           | Doha Publik: 1 755 Domare: Tan Hai (Kina) | Doha Publik: 1 755 Domare: Tan Hai (Kina) |
| 16:00 UTC+3 | 16:00 UTC+3      |           |                 |           | Doha Publik: 1 755 Domare: Tan Hai (Kina) | Doha Publik: 1 755 Domare: Tan Hai (Kina) |

|             | 26 mars 2013 | Jordanien                     | 2 – 1           | Japan      | Al-Qwaismeh (King Abdullah Int)                     |                                                     |
| 17:00 UTC+2 | 17:00 UTC+2  | Bani Ateyah 45+1′ Ibrahim 60′ | (1 – 0) Rapport | Kagawa 60′ | Amman Publik: 18 000 Domare: Alireza Faghani (Iran) | Amman Publik: 18 000 Domare: Alireza Faghani (Iran) |
| 17:00 UTC+2 | 17:00 UTC+2  |                               |                 |            | Amman Publik: 18 000 Domare: Alireza Faghani (Iran) | Amman Publik: 18 000 Domare: Alireza Faghani (Iran) |
| 17:00 UTC+2 | 17:00 UTC+2  |                               |                 |            | Amman Publik: 18 000 Domare: Alireza Faghani (Iran) | Amman Publik: 18 000 Domare: Alireza Faghani (Iran) |

|                | 26 mars 2013   | Australien            | 2 – 2           | Oman                             | ANZ Stadium                                                |                                                            |
| 19:30 UTC+11,5 | 19:30 UTC+11,5 | Cahill 52′ Holman 85′ | (0 – 1) Rapport | Al Muqbali 7′ Jedinak 49′ (sjm.) | Sydney Publik: 34 603 Domare: Ravsjan Irmatov (Uzbekistan) | Sydney Publik: 34 603 Domare: Ravsjan Irmatov (Uzbekistan) |
| 19:30 UTC+11,5 | 19:30 UTC+11,5 |                       |                 |                                  | Sydney Publik: 34 603 Domare: Ravsjan Irmatov (Uzbekistan) | Sydney Publik: 34 603 Domare: Ravsjan Irmatov (Uzbekistan) |
| 19:30 UTC+11,5 | 19:30 UTC+11,5 |                       |                 |                                  | Sydney Publik: 34 603 Domare: Ravsjan Irmatov (Uzbekistan) | Sydney Publik: 34 603 Domare: Ravsjan Irmatov (Uzbekistan) |

|             | 4 juni 2013 | Oman          | 1 – 0           | Irak | Boshar - Sultan Qaboos Sports                         |                                                       |
| 17:00 UTC+4 | 17:00 UTC+4 | Al Ajmi 45+4′ | (1 – 0) Rapport |      | Muscat Publik: 18 300 Domare: Kim Dong Jin (Sydkorea) | Muscat Publik: 18 300 Domare: Kim Dong Jin (Sydkorea) |
| 17:00 UTC+4 | 17:00 UTC+4 |               |                 |      | Muscat Publik: 18 300 Domare: Kim Dong Jin (Sydkorea) | Muscat Publik: 18 300 Domare: Kim Dong Jin (Sydkorea) |
| 17:00 UTC+4 | 17:00 UTC+4 |               |                 |      | Muscat Publik: 18 300 Domare: Kim Dong Jin (Sydkorea) | Muscat Publik: 18 300 Domare: Kim Dong Jin (Sydkorea) |

|             | 4 juni 2013 | Japan              | 1 – 1           | Australien | Saitama Stadium 2002                                     |                                                          |
| 19:34 UTC+9 | 19:34 UTC+9 | Honda 90+1′ (str.) | (0 – 0) Rapport | Oar 81′    | Saitama Publik: 62 172 Domare: Nawaf Shukralla (Bahrain) | Saitama Publik: 62 172 Domare: Nawaf Shukralla (Bahrain) |
| 19:34 UTC+9 | 19:34 UTC+9 |                    |                 |            | Saitama Publik: 62 172 Domare: Nawaf Shukralla (Bahrain) | Saitama Publik: 62 172 Domare: Nawaf Shukralla (Bahrain) |
| 19:34 UTC+9 | 19:34 UTC+9 |                    |                 |            | Saitama Publik: 62 172 Domare: Nawaf Shukralla (Bahrain) | Saitama Publik: 62 172 Domare: Nawaf Shukralla (Bahrain) |

|             | 11 juni 2013 | Irak | 0 – 1           | Japan       | Grand Hamad Stadium                                        |                                                            |
| 17:30 UTC+3 | 17:30 UTC+3  |      | (0 – 0) Rapport | Okazaki 89′ | Doha Publik: 1 100 Domare: Valentin Kovalenko (Uzbekistan) | Doha Publik: 1 100 Domare: Valentin Kovalenko (Uzbekistan) |
| 17:30 UTC+3 | 17:30 UTC+3  |      |                 |             | Doha Publik: 1 100 Domare: Valentin Kovalenko (Uzbekistan) | Doha Publik: 1 100 Domare: Valentin Kovalenko (Uzbekistan) |
| 17:30 UTC+3 | 17:30 UTC+3  |      |                 |             | Doha Publik: 1 100 Domare: Valentin Kovalenko (Uzbekistan) | Doha Publik: 1 100 Domare: Valentin Kovalenko (Uzbekistan) |

|              | 11 juni 2013 | Australien                                   | 4 – 0           | Jordanien | Docklands Stadium                                         |                                                           |
| 19:00 UTC+10 | 19:00 UTC+10 | Bresciano 15′ Cahill 61′ Kruse 76′ Neill 84′ | (1 – 0) Rapport |           | Melbourne Publik: 43 785 Domare: Abdul Bashir (Singapore) | Melbourne Publik: 43 785 Domare: Abdul Bashir (Singapore) |
| 19:00 UTC+10 | 19:00 UTC+10 |                                              |                 |           | Melbourne Publik: 43 785 Domare: Abdul Bashir (Singapore) | Melbourne Publik: 43 785 Domare: Abdul Bashir (Singapore) |
| 19:00 UTC+10 | 19:00 UTC+10 |                                              |                 |           | Melbourne Publik: 43 785 Domare: Abdul Bashir (Singapore) | Melbourne Publik: 43 785 Domare: Abdul Bashir (Singapore) |

|             | 18 juni 2013 | Jordanien   | 1 – 0           | Oman | International Stadium                                        |                                                              |
| 19:00 UTC+3 | 19:00 UTC+3  | Ibrahim 57′ | (0 – 0) Rapport |      | Amman Publik: 14 000 Domare: Valentin Kovalenko (Uzbekistan) | Amman Publik: 14 000 Domare: Valentin Kovalenko (Uzbekistan) |
| 19:00 UTC+3 | 19:00 UTC+3  |             |                 |      | Amman Publik: 14 000 Domare: Valentin Kovalenko (Uzbekistan) | Amman Publik: 14 000 Domare: Valentin Kovalenko (Uzbekistan) |
| 19:00 UTC+3 | 19:00 UTC+3  |             |                 |      | Amman Publik: 14 000 Domare: Valentin Kovalenko (Uzbekistan) | Amman Publik: 14 000 Domare: Valentin Kovalenko (Uzbekistan) |

|              | 18 juni 2013 | Australien  | 1 – 0           | Irak | ANZ Stadium                                          |                                                      |
| 19:30 UTC+10 | 19:30 UTC+10 | Kennedy 83′ | (0 – 0) Rapport |      | Sydney Publik: 80 523 Domare: Alireza Faghani (Iran) | Sydney Publik: 80 523 Domare: Alireza Faghani (Iran) |
| 19:30 UTC+10 | 19:30 UTC+10 |             |                 |      | Sydney Publik: 80 523 Domare: Alireza Faghani (Iran) | Sydney Publik: 80 523 Domare: Alireza Faghani (Iran) |
| 19:30 UTC+10 | 19:30 UTC+10 |             |                 |      | Sydney Publik: 80 523 Domare: Alireza Faghani (Iran) | Sydney Publik: 80 523 Domare: Alireza Faghani (Iran) |